# نهائي كأس أمم أوقيانوسيا 2002
نهائي كأس أوقيانوسيا للأمم 2002 هي المباراة النهائية من منافسة كأس أوقيانوسيا للأمم 2002، أقيمت المباراة في 14 يوليو 2002، في ملعب ماونت سمارت ‏، بين فريقي منتخب أستراليا لكرة القدم، ومنتخب نيوزيلندا لكرة القدم، وفاز فيها منتخب نيوزيلندا لكرة القدم، بعد أن هزم منتخب أستراليا لكرة القدم، بنتيجة 0 - 1، وكان حكم المباراة Charles Ariiotima ‏.

## تفاصيل المباراة
لعبت المباراة النهائية في 14 يوليو 2002.
| منتخب أستراليا لكرة القدم | 0 -1 | منتخب نيوزيلندا لكرة القدم |
| ------------------------- | ---- | -------------------------- |
|                           |      | ريان نيلسن 78 دقيقة'       |